# Anton Kalcher (Goldschmied)
Anton Kalcher (* 12. Juni 1800 in St. Pölten; † 12. Oktober 1861 ebenda) war ein österreichischer Goldschmied und Medailleur, der unter anderem als Mitbegründer der St. Pöltner Sparkasse und Gründer einer Kinderbewahranstalt in Erscheinung trat.

## Leben
Anton Kalcher wurde am 12. Juli 1800 in Stadt St. Pölten im heutigen Niederösterreich, damals noch Teil der Habsburgermonarchie, geboren. Ab 1833 trat er als bürgerlicher Goldschmied in St. Pölten in Erscheinung und war ab 1848 Mitglied der Bürgerausschusses und in verschiedenen Funktionen der Gemeindeverwaltung tätig. Weiters war er im Ortsschulrat sowie im Bürgerkorps und war im Jahre 1854 ein Mitbegründer der St. Pöltner Sparkasse, heute Sparkasse Niederösterreich Mitte West. Nur wenige Jahre später gründete er im Jahre 1856 eine Kinderbewahranstalt auf privater Basis, für deren Unterhalt er auch sorgte. Die Anstalt war als eine Erziehungsanstalt für arme und schutzbedürftige Knaben gedacht, wobei die Kinder entweder vollständig verpflegt und erzogen oder nur während der schulfreien Zeit betreut wurden. Seine Anstalt etablierte sich rasch in der Gesellschaft und wurde ständig weiter ausgebaut.
Nachdem Anton Kalcher am 12. Oktober 1861 im Alter von 61 Jahren verstarb, übernahm sein Sohn Johann Kalcher mit Zustimmung der Gemeinde die Anstaltsleitung. In späteren Jahren kam die Anstalt unter die Verwaltung des städtischen Jugendamtes und war noch nach dem Zweiten Weltkrieg als Kinderannahmestelle in Verwendung. In weiter Folge wurde die Einrichtung mehrfach umgewandelt und existiert noch heute in abgewandelter Form als Frauenhaus. Seit dem Jahre 1987 wird vom Lions Club St. Pölten alljährlich der nach Kalcher benannten Anton-Kalcher-Preis an verdiente Persönlichkeiten „für praktizierte Menschlichkeit, für besondere Verdienste und soziale Leistungen im Interesse des Gemeinwohles“ vergeben. Die Preisverleihung erfolgt dabei stets durch eine unabhängige Jury, der namhafte Persönlichkeiten der Stadt St. Pölten angehören.